# Мальжагарский 1-й наслег
Муниципальное образование «Мальжагарский 1-й наслег» — сельское поселение в Хангаласском улусе Якутии Российской Федерации.
Административный центр — село Булгунняхтах.

## История
По приданиям, сын Дойду Дархана - Малдьа5ар (дядя Тыгын Дархана) имел пятерых сыновей. После смерти отца сыновья разделили обширные земли Малдьа5ар баайа между собой, от них и произошли пять Мальжагарских наслегов. Жил Малдьа5ар на территории нынешнего Булгунняхтаха (пер.: холмистый - село расположено на трёх больших холмах). Старшим был Сабыйа-Боотур (Кэлтээки-Сабыйа), он и стал родоначальником 1 Мальжагарского наслега. 
В 1868 году первые 3 семьи ямщиков основали ямскую станцию. Первоначально станция называлась «Новый ям».
1953 г. Объединились Тойон-Ары ям, Булгунняхтах ям, Сатинский наслег и I Мальжагарский наслег.
1896 г. Построена трёхъярусная деревянная церковь с колокольней.
1895-1898 г.г. Открылась новая школа грамоты.                                                                 
1898-1913 гг. Открыта Сатинская церковно-приходская школа.
1899 учебный год. Открылась 4-х классная церковно-приходская школа в частном доме Юрьева Николая Михайловича.
1914-1918 уч.г. Открыта Сатинская 2-х классная церковно-приходская школа.
1917 г. В Сатинском наслеге было организовано потребобщество.
1929-1930 учебные года. Построено новое здание Булгунняхтахской семилетней школы. Первый директор - Верхотуров Павел Григорьевич. Инициаторы строительства школы - Михайлов Семен Егорович и Шепелев Семен Васильевич.
1926 г. Открыта библиотека как нардом, первый библиотекарь - Пахомова Анисия Петровна. До 1950 года библиотека была приклубная. С 1950г. стала сельской.
1930г. В июле торжественно открыли первую участковую больницу Западно-Кангаласского района (ныне Хангаласского) в с.Булгунняхтах, первый фельдшер -Никифоров А.И.
1934 г. Открыто отделение связи, первый начальник - Галямов.
1941-1945 гг. Из  Мальжагарского  I наслега  ушли  на  фронт  296  лучших  сынов, из  них  117  остались  на  полях  сражений,  отдав  свои  жизни  во  имя  мира  на  земле:
- Мальжагарский  I наслег  -  всего 167, погибли 82;
- Сатинский  наслег  -  всего 48, погибли 15;
- Ямская  станция  «Булгунняхтах»  - всего 31, погибли 11;
- Ямская  станция  «Тойон - Арыы» -  всего 20, погибли 9.
1953 г. По решению правительства ЯАССР, министерства сельского хозяйства республики было вынесено решение о строительстве в селе Булгунняхтах Орджоникидзевской районной машинотракторной станции (МТС), первый руководитель - Кардашевский Николай Егорович.
1955 г. Несколько колхозов были объединены в колхоз им. Сталина, а в 1958 г. переименован в колхоз «Правда».
1957 г. Основан школьный историко-краеведческий музей.
1958 г. Открыт деткомбинат «Кэрэчээн», первая заведующая - Иванова Елизавета Романовна.
1959 г. Открыт детский сад "Одуванчик" на 20 мест (в 1975 году построено новое здание ясли-сада на 45 мест с  центральным отоплением).
1966 г. Открыта общественная столовая.
1968 г. Построено новое здание средней школы.
1969 г. Установлен памятник-обелиск односельчанам – участникам ВОВ, автор памятника - народный мастер, отличник народного просвещения РСФСР Христофоров П.И.
1971 г. Открыто новое здание сельского клуба.
1975 г. Открыта детская музкальная школа. Первый директор - Душенко В.Г.
1980 г. Открыто новое здание АЗС - 56 Якутской нефтебазы. Первыми операторами были Емельянова З.Е. и Петрова С.И.
2002 г. Установлена памятная доска на здании Булгунняхтахского ветеринарного участка в честь присвоения имени Отличника сельского хозяйства РСФСР Сыроватского Никанора Иннокентьевича.
2003 г. Впервые был назначен глава наслега с учетом мнения населения, из четырех кандидатов был избран Тимофеев А.П.
2003 г. Установлена мемориальная доска на здании Центра Культуры в честь присвоения  центру имени Виктора Гаврильевича Григорьева,  Отличника культуры РС(Я), обладателя медали «Творческая личность».
2003 г. Установлена новая цифровая связь в с. Булгунняхтах.
2003 г. Методом народной стройки, под девизом «2000 добрых дел» открылось новое здание музыкальной школы.
2004 г. Проведен турнир по мини-футболу среди молодежи Хангаласского улуса, впоследствии ставший традиционным.
2004 г. Проведена газификация села, с этого года работает филиал УГРС ОАО «Сахатранснефтегаз».
2004 г. Введено в эксплуатацию новое двухэтажное здание Булгунняхтахской средней школы на 275 мест.
2005 г. Школе присвоено имя Ефремова Степана Павловича, заслуженного учителя школ ЯАССР, члена союза советских писателей СССР.
2005 г. Открыт новый спортзал, построенный народным методом и под девизом «2000 добрых дел», которому было присвоено имя Иванова Зосима Степановича,  мастера спорта СССР, чемпиона  республики по вольной борьбе, Почетного гражданина Хангаласского улуса.
2006 г. Установлена цифровая телефонная связь в с.Тойон-Ары.
2007 г. Открыт новый фельдшерский пункт в с.Тойон-Ары.
2009 г. Открыто новое двухэтажное здание наслежной администрации.
2010 г. Открыто новое здание офиса врача общеврачебной практики в с.Булгунняхтах.
2010 г. После разрушительного весеннего паводка восстановлена школа-сад и построен новый сельский клуб в с.Тойон-Ары.
2011 г. Открыта церковь имени Святого Михаила Малеина.
Статус и границы сельского поселения установлены Законом Республики Саха (Якутия) от 30 ноября 2004 года N 173-З N 353-III «Об установлении границ и о наделении статусом городского и сельского поселений муниципальных образований Республики Саха (Якутия)».

## Население
| 2002  | 2010  | 2011  | 2012  | 2013  | 2014  | 2015  |
| ----- | ----- | ----- | ----- | ----- | ----- | ----- |
| 1754  | ↘1669 | ↘1666 | ↘1653 | ↘1627 | ↘1594 | ↘1584 |
| 2016  | 2017  | 2018  | 2019  | 2020  | 2021  |       |
| ↘1580 | ↘1573 | ↗1592 | ↘1572 | ↘1569 | ↗1590 |       |

## Состав сельского поселения
| № | Населённый пункт | Тип населённого пункта       | Население |
| - | ---------------- | ---------------------------- | --------- |
| 1 | Булгунняхтах     | село, административный центр | →1529     |
| 2 | Тойон-Ары        | посёлок                      | ↘116      |